# Gobulus
A Gobulus a csontos halak (Osteichthyes) főosztályának a sugarasúszójú halak (Actinopterygii) osztályába, ezen belül a sügéralakúak (Perciformes) rendjébe, a gébfélék (Gobiidae) családjába és a Gobiinae alcsaládjába tartozó nem.

## Rendszerezés
A nembe az alábbi 4 faj tartozik:
- Gobulus birdsongi Hoese & Reader, 2001
- Gobulus crescentalis (Gilbert, 1892) - típusfaj
- Gobulus hancocki Ginsburg, 1938
- Gobulus myersi Ginsburg, 1939